# 大昌縣 (靈丘)
大昌縣，北周置，又置蔚州。治所在今山西靈丘縣南。隋開皇初廢。北周置蔚州及大昌縣。隋初郡、州均廢，省大昌縣入靈丘縣，屬雁門郡。故治在今靈丘縣南。